# Malais de Sri Lanka

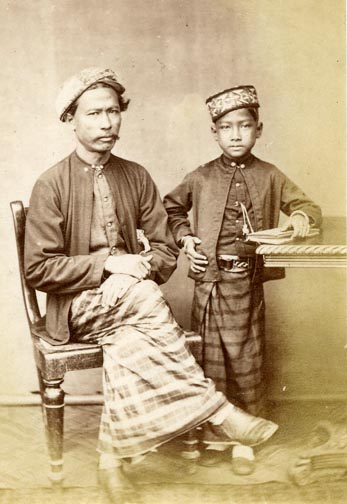
Malais de Sri Lanka au dix-neuvième siècle

Les Malais de Sri Lanka sont une communauté d'environ 50 000 personnes descendant de Javanais exilés par les Hollandais pour des raisons politiques (en général des aristocrates), de soldats et de prisonniers, à l'époque où les Hollandais occupaient Sri Lanka, de 1658 à 1796. 

## Langue
Le malais de Sri Lanka est la langue du groupe ethnique malais du Sri Lanka (MSL). Il est parlé par environ 50 000 personnes (0,3 % de la population)  dispersées dans le pays et plus particulièrement à Colombo, Slave Island, Kandy, Kurunegala, Hambantota (Kirinda) et Badulla. Les Malais du Sri Lanka sont des descendants des soldats, nobles, et dissidents politiques exilés de Java. Ils sont connus par l'appellation  « Jaa-minissu », signifiant peuple de Java. Bien que la plupart des Malais soient originaires de Java, il y en a aussi un nombre considérable venu des autres îles de l'Indonésie et de la Malaisie. Ils arrivèrent au Sri Lanka pendant l'époque coloniale hollandaise et anglaise du XVIIe et XIXe siècles.
Le MSL appartient à la famille austronésienne ou à sa branche malayo-polynésienne, qui comprend des langues telles que le tagalog parlé aux Philippines, le malgache parlé au Madagascar, l'hawaïen et le maori, langues des aborigènes de Nouvelle-Zélande.
Les plus anciens textes en MSL remontent au XIXe siècle. Ce sont des textes littéraires et religieux (Kitabs).
Le malais de Sri Lanka est caractérisé par un mélange de la grammaire cinghalaise  et tamoule avec le lexique quotidien du malais parlé. Généralement, les créoles empruntent des mots aux autres langues tout en gardant leur structure grammaticale. Mais, dans le cas du MSL, c'est le vocabulaire qui est le substrat. Il s'agit donc d'une langue unique avec une base trilingue (malais, cingalais et tamoul). Traditionnellement, le MSL était considéré comme un créole et il est classé parmi les créoles dans "Ethnologue.com" 2005 voir carte.

### Système phonétique
Consonnes.
Voyelles
La longueur des voyelles en malais  de Sri Lanka n'est pas un trait distinctif comme en cingalais et tamoul. Par contre, il existe un contraste phonémique entre les occlusives dentales et  rétroflexes.
Exemples : (ba:tok - toux, ba:tok - écorce de coco;  dua - grâce, dua - deux). Ce contraste pourrait être une influence  du cingalais ou du tamoul. L'influence cingalaise est notamment visible dans l'existence des consonnes pré-nasalisées. Pour conclure, il apparaît que le MSL  a eu plus d'influence du cingalais que du tamoul dans le domaine segmental.

### Variétés
Selon une étude linguistique sur le terrain, menée par l'Amsterdam Center for Language & Communication de l'Université d'Amsterdam, il existe cinq différentes variétés  du MSL fondées sur le statut socio-économique et éducatif des locuteurs. Ainsi, on distingue les parlers de 1. Colombo, 2. Slave Island, 3. Kandy et environs, 4. Hambantota, 5. Kirinda (Ansaldo& Lim, 2006). Malgré les différences entre ces parlers qui sont surtout d'ordre lexical, l'inter-compréhension subsiste.
Notons que le village Kirinda est la seule localité où le MSL est parlé à la maison, à l'école, au marché et dans la rue.

### Grammaire
Certaines catégories grammaticales du MSL suivent le modèle cingalais.) Le MSL a une tendance à raccourcir les phrases. ex. : "segar" à la place du malais standard "segar bugar", "harum" à la place de "bau harum".
L'adjectif  précède  le substantif, tandis qu'il suit le substantif en malais standard. ex. : "putih  anjing". 
L'adjectif peut jouer le rôle d'un verbe. ex. : "the dhiinging" - ' thé froid, le thé est froid.'
Le pronom possessif est formé en ajoutant le suffixe - pe. ex. : "seppe buk", "deppe rumah".
Le suffixe - pada/para est ajouté pour former le pluriel, par contre, en malais standard, le pluriel se forme en répétant le mot. ex. : "orang para", "orang orang".

### Écriture
Au XIXe siècle, le malais de Sri Lanka s'écrivait en écriture "Gundul" ou "Jawi" fondée sur l'alphabet arabe, bien qu'il y ait eu des essais  de faire revivre  la forme écrite  du MSL, mais sans succès.
Le MSL est actuellement sur le déclin étant donné que la jeunesse commence à utiliser le cingalais et l'anglais à la maison. Il n'est utilisé que comme un moyen de communication orale et  locale.
Il est à noter que le premier journal malais en Asie de l'est a été publié par un Malais du Sri Lanka, Baba Onus Saldin en 1869. La langue employée dans son journal "Alamat  Langkapuri" présentait des similitudes avec le malais standard.

### Emprunts
Avec le temps, Le cingalais a emprunté quelques mots au MSL. En voici quelques exemples.
nona – dame;
vara:ya- havre;
rambutan- fruit;
kuliya- loyer, salaire;
durian- fruit;
bibikan - gâteau;
dodol - sucrerie;
achcharu - conserve des piments au vinaigre;
saroma - pagne;
hamban - bateau;
batik - motif pour tissu;
binna - épouse, femme;
guti - coups;
naran -orange;
rabana - tambour;
vedilla - fusillade;
oruwa - porte-nage.

### Répartition géographique
- voir carte  (http://www.ethnologue.com/show_map.asp?name=LK&seq=10).